# Црква Рођења Пресвете Богородице у Баточини
Црква Рођења Пресвете Богородице у Баточини налази се на око 25 km од Крагујевца и припада Епархији шумадијској Српске православне цркве. Саграђена је 1854. године. Слави рођење Богородице Марије.

## Историјат
Изградња цркве у Баточини је почела 20. септембра 1854. године. За мајстора је одређен мајстор Настас коме је требало да се плати 350 аустријских дуката. Црква је обезбедила 100 дуката, остало је требало да дају парохијани. Највећи донатори били су Јанко Вулкан и кафеџија Дунде.
Црква је пројектована као једнобродна грађевина са полукружном олтарском апсидом и звонаром над припратом. Због зиме која се приближавала црква је брзо била готова. Изградња је покренута уз иницијативу баточинског свештеника Стефана Пантелића (1851–1853), а завршена је у време пароха Милана Вукашиновића (1853–1854).
Међутим, брзина градње, подводни терен и земљотрес 1894. године чији је епицентар био у Свилајнцу, довели су до тога да је црква опасно напукла. Због тога је припрата са звоником у дужини од осам метара морала бити срушена. Пред Други светски рат је покренута акција да се изгради нова црква са кубетом и припратом са звоником, али је рат то спречио.
Шездесетих година црква је била у веома лошем стању, па је предложена обнова која је обухватала изградњу порушеног дела цркве. Доградња разрушеног дела је почела 1966. године. Подигнут је звоник, замењен кров, урађена је унутрашња и спољашња фасада. Дограђени део храма је освештан 7. септембра 1975. године од стране епископа шумадијског Валеријана. Године 1984. је саграђена и нова парохијска зграда, а ограда је завршена 1992. године.
Баточину је 1999. године задесила велика поплава у којој је оштећена и црква. Црква је 2003. године реновирана. У унутрашњости је обијен малтер, пукотине зидова су саниране и нанета подлога за фрескописање. Спољна фасада цкве је оглетована и молерисана. Уз помоћ прилига верника и цркве рестаурисан је иконостас Николе Марковића из 1872. године.

## Архитектура
Црква је једнобродна грађевина правоугаоне основе засведена полуобличастим сводом без куполе. Зидана је ломљеним каменом и опеком. На западу се до 1894. године налазила велика припрата са кулом која је срушена. Има по два прозора на северној и јужној страни наоса који су лучно засведени. По два се налазе на комидији и ђаконикону и један на апсиди. Четири мања олучена прозора налазе се на западној фасади, а један огругли прозор је изнад улаза. Сви прозори као и врата су од дрвета. Врата су двокрилна висине 1,30 Х 2,20 метара.
Црква је дугака 19,30 метара и широка 11 метара. Над припратом се налази галерија на коју се излази преко првог степеништа на северној страни. Степениште има гелендер од гвожђа. Наос је дуг 10,40 m, а широк 80,20 m у старом делу цркве и 8,45 m у дограђеном. Има четири стуба који су као и плафон олучени. На источнмом прислоњеном стубу се налази мермерна плоча свештеника Милана Миловановића. Полијелеј је новији рад и дар је манастира Грнчарице.